# Mari Boine

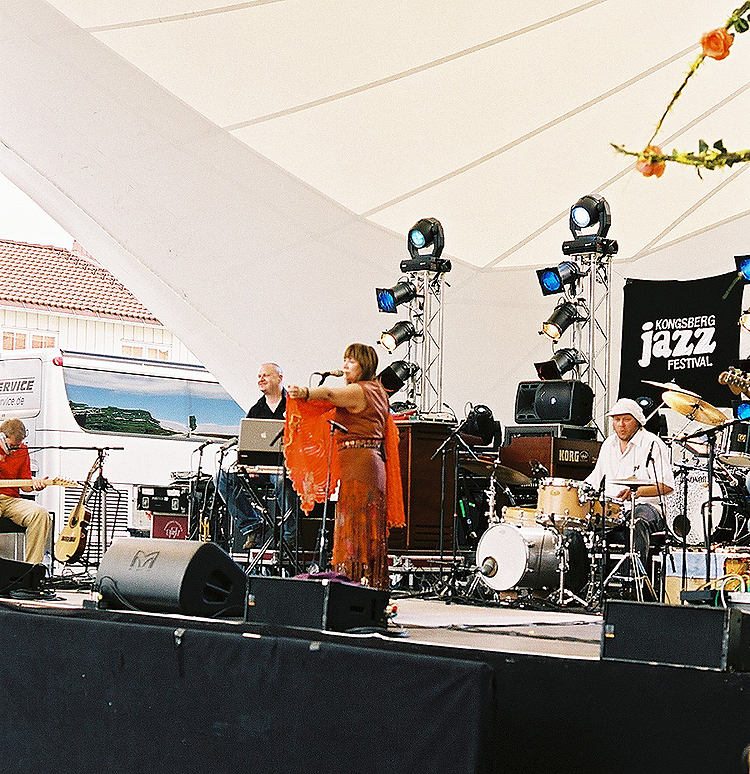
Mari Boine. Foto: Mikael Risedal/[http://www.norden.org norden.org

Mari Boine Persen (* 8. listopadu 1956 ve Finmarce, Norsko) je norsko-sámská hudebnice známá tím, že do joiku, tradiční formy sámské hudby, přidala jazzové a rockové prvky. Boine vyrostla uprostřed laestadiánského křesťanského hnutí. Na vlastní kůži pocítila diskriminaci Sámů. Když byla požádána, aby v roce 1994 vystoupila na Zimních olympijských hrách v Lillehammeru, odmítla, protože pozvání vnímala jako pouhou propagandu, která měla světu ukázat, že v Norsku nejsou menšiny utlačovány. Její průlomové album bylo Gula Gula z roku 1989.

## Diskografie

### Jaskatvuođa maŋŋá(Etter stillheten)(1985)
Jaskatvuođa maŋŋá / Etter stillheten / After the Silence
A.1. Alla Hearra Guhkkin Oslos
A.2. Oktavuohta
A.3. Ceavlas Galbma Garvvuid Sis(te)
A.4. Mearrasapmelazzii
A.5. Sii Navccahuhttet Mu
B.1. Idja Lea Mannan
B.2. Anuheapmi
B.3. Koffor E Det Sa Stille
B.4. Na Darvanii Jahkku
B.5. Oainnat Go Mo Cuvggoda Dal

### Gula Gula (1989)
Gula Gula / Hør stammødrenes stemme / Hear the voice of the tribe's mothers.
1. Gula Gula
2. Vilges Suola
3. Balu Badjel Go Vuoittan
4. Du Lahka
5. It Sat Duolmma Mu
6. Eadnan Bakti
7. Oppskrift For Herrefolk / Recept na panský národ
8. Duinne

### Goaskinviellja (1993)
Goaskinviellja / Ørnebror / Eagle Brother
1. Cuvges Vuovttat
2. Duodalas Calbmi
3. Sami Eatnan Duoddarat
4. Modjas Katrin
5. Das Aiggun Cuozzut
6. Dolgesuorbmageziiguin
7. Skadja
8. Goaskinviellja
9. Rahkesvuodain
10. Mu Ahkku
11. Ale Ale Don

### Leahkastin (1994)
Leahkastin / / Unfolding
1. Gumppet Holvot
2. Ale Sat
3. Cuovgi Liekkas
4. Ahccai
5. Maid Aiggot Muinna Eallin
6. Mielahisvuohta
7. Gilvve Gollát
8. Gulan Du
9. Vuolgge Mu Mielde Bassivárrái
10. Mun Da'Han Lean Oaiv Amus
11. Dá Lean Mun

### Radiant Warmth (1996)
(Kompilace z Goaskinviellja a Leahkastin)
1. Eagle Brother (Goaskinviellja)
2. No More (Ale Sat)
3. Radiant Warmth (Cuovgi Liekkas)
4. Reverberation (Skádja)
5. Hair Of Light, Solemn Eye (Cuvges Vuovttat, Duodalas Calbmi)
6. Katrin Who Smiles (Midjás Kátrin)
7. Lunacy, Lunacy (Mielahisvuohta)
8. Sow Your Gold (Gilvve Gollát)
9. Hearing You (Gulan Du)
10. Come With Me To The Sacred Mountain (Vuolgge Mu Mielde Bassivárrái)
11. Feather The World (Ráhkesvuodain)
12. Grandma (Mu Ahkku)
13. Don't Go…Not You (Ale Ale Don)

### Eallin (1996)
Eallin (live)
1. State Of Mind Where Your Intellect Is Disconnected
2. Within Myself
3. Orphant
4. Hear The Voices Of The Foremothers
5. Katrin Who Smiles
6. Echo
7. Reverberation
8. Come With Me To The Sacred Mountain
9. Free
10. To You

### Bálvvoslatjna (1998)
Bálvvoslatjna / / Room of Worship
1. Eallin
2. Beaivvi Nieida
3. Risten
4. Eagle Man
5. Changing Woman
6. Alddagasat Ipmilat
7. Oarjjabeat Beaivvi Ja Manu
8. Mu Vankar Lasse
9. Alit Go Buot Varit
10. Don It Galgan
11. Ethno Jenny

### Gâvcci Jahkejuogu (2001)
Gâvcci Jahkejuogu / / Eight Seasons
1. Boađan Nuppi Bealde
2. Song For The Unborn
3. Sáráhka Viina
4. Guovssahasaid Ájagáttis
5. Sielu Dálkkas
6. Mu Váibmu Vádjul Doppe
7. Butterfly
8. Liegga Gokčas Sis’
9. It Dieđe
10. Duottar Rássi
11. Silba Várjala
12. Bottoža Dáhtun

### Iddjagieđas (2006)
Iddjagieđas // In The Hand Of The Night
1. Vuoi Vuoi Me
2. In The Hand Of The Night
3. Shadow
4. Where Did All Our Colours Go
5. My Friend Of Angel Tribe
6. On Fells Of The North
7. Little Bird
8. Reindeer Of Diamond
9. Irresistible
10. Mermaid
11. Uldda Girl
12. Big Medicine